# Pięć osób, które spotkamy w niebie
Pięć osób, które spotkamy w niebie – amerykański film obyczajowy z 2004 roku na podstawie powieści Mitcha Alboma.

## Główne role
- Jon Voight - Eddie
- Ellen Burstyn - Ruby
- Jeff Daniels - Niebieski człowiek
- Dagmara Dominczyk - Marguerite
- Steven Grayhm - Młody Eddie
- Michael Imperioli - Kapitan
- Callum Keith Rennie - Ojciec Eddiego
- Rebecca Jenkins - Matka Eddiego
- Callahan Brebner - Eddie - chłopiec
- Nicaela Weigel - Tala
- Shelbie Weigel - Tala
- Darcy Cadman - Młody Joe
- Tim O'Halloran - Mickey Shea
- Zak Santiago - Dominguez
- Emy Aneke - Willie
- Elias Toufexis - Morton
- Billy Wickman - Smitty
- Kett Turton - Rabozzo
- Ava Hughes - Amy

## Fabuła
83-letni Eddie jest mechanikiem od kilkudziesięciu lat pracującym w wesołym miasteczku. Podczas jazdy jednej z kolejek ginie. Mężczyzna budzi się w tajemniczym miejscu, które okazuje się niebem. Po drodze spotka 5 osób, choć niektórych z nich nie zna, los każdej z nich jest ściśle związany z jego życiem. Rozmowy z nimi mają pomóc Eddiemu odnaleźć sens jego życia...

## Nagrody i nominacje
Nagroda Gildii Aktorów Filmowych 2004
- Najlepszy aktor w miniserialu lub filmie TV - Jon Voight (nominacja)

Nagroda Emmy 2005
- Najlepsze zdjęcia w miniserialu lub filmie TV - Kramer Morgenthau (nominacja)